# Pale (Ierland)

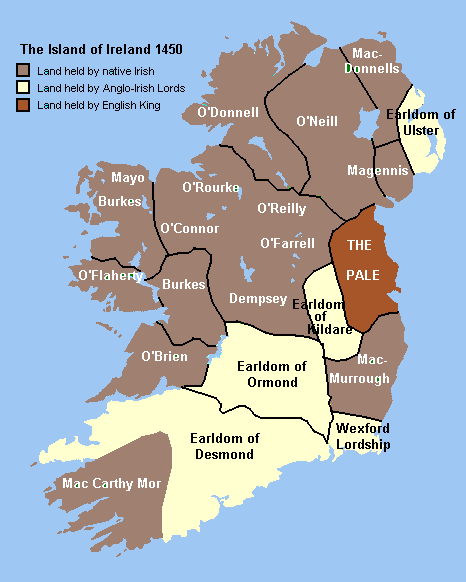
De locatie van de Pale in 1450

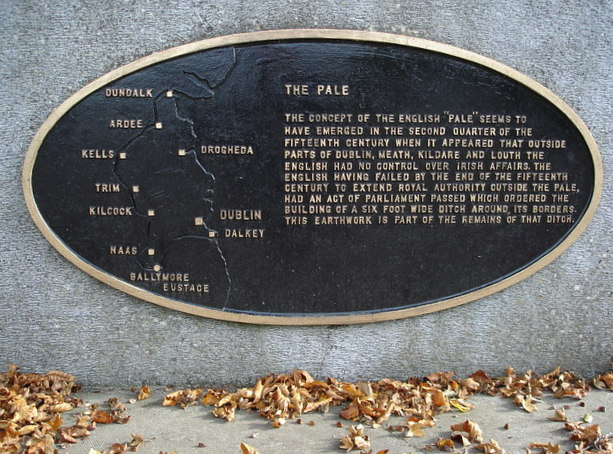
Plaquette bij overblijfselen van de grens van de Pale in Ballymore Eustace

De Pale (Iers: An Pháil) of English Pale was een gebied rondom de Ierse hoofdstad Dublin dat door de Normandische Engelsen beheerst werd. 
Het woord Pale is afkomstig van het Latijnse palus, dat paal of staak betekent. De letterlijke betekenis werd een figuurlijke en kwam voor het gebied dat door de palen begrensd werd te staan. 
Na het aanvankelijke succes van de Normandische invasie van Ierland slonk in de 13e en 14e eeuw het gebied dat de Anglo-Normandiërs in handen hadden steeds meer. Om die afname een halt toe te brengen werden de grenzen van de Pale versterkt. Binnen de Pale werden wetten afgekondigd, zoals het Statuut van Kilkenny die ook de invloed van de Ierse cultuur uit het gebied moesten weren.
Naarmate de Engelse volksplantingen in Ierland en de bijbehorende verengelsing in de 16e en 17e eeuw succesvoller werden verloor het gebied aan betekenis.